# Ra Vincent
Ra Vincent é um diretor de arte neozelandês. Como reconhecimento, foi nomeado ao Oscar 2013 na categoria de Melhor Direção de Arte por The Hobbit: An Unexpected Journey.